# Comuna Cogealac, Constanța
Cogealac este o comună în județul Constanța, Dobrogea, România, formată din satele Cogealac (reședința), Gura Dobrogei, Râmnicu de Jos, Râmnicu de Sus și Tariverde. În anul 2005, prin Legea nr. 67 din 23 martie 2005, din comuna Cogealac s-a desprins satul Fântânele spre a se înființa comuna Fântânele.
Pe teritoriul comunei a fost descoperită o așezare rurală din secolul II î.Ch., care probabil făcea parte din zona rurală a cetății Histria. De asemenea, pe teritoriul comunei se afla satul Culelia (în turcă Kuleli) fondat de germanii dobrogeni și desființat prin decret prezidențial în 1977.

## Demografie
Componența etnică a comunei Cogealac
     Români (88,9%)
     Alte etnii (0,3%)
     Necunoscută (10,8%)
Componența confesională a comunei Cogealac
     Ortodocși (86,98%)
     Alte religii (1,39%)
     Necunoscută (11,63%)
Conform recensământului efectuat în 2021, populația comunei Cogealac se ridică la 4.686 de locuitori, în scădere față de recensământul anterior din 2011, când fuseseră înregistrați 5.039 de locuitori. Majoritatea locuitorilor sunt români (88,9%), iar pentru 10,8% nu se cunoaște apartenența etnică. Din punct de vedere confesional, majoritatea locuitorilor sunt ortodocși (86,98%), iar pentru 11,63% nu se cunoaște apartenența confesională.

## Politică și administrație
Comuna Cogealac este administrată de un primar și un consiliu local compus din 15 consilieri. Primarul, Hristu Cati[*], de la Partidul Social Democrat, este în funcție din octombrie 2020. Începând cu alegerile locale din 2024, consiliul local are următoarea componență pe partide politice:
|  | Partid                    | Consilieri | Componența Consiliului | Componența Consiliului | Componența Consiliului | Componența Consiliului | Componența Consiliului | Componența Consiliului | Componența Consiliului | Componența Consiliului | Componența Consiliului | Componența Consiliului |
|  | ------------------------- | ---------- | ---------------------- | ---------------------- | ---------------------- | ---------------------- | ---------------------- | ---------------------- | ---------------------- | ---------------------- | ---------------------- | ---------------------- |
|  | Partidul Social Democrat  | 10         |                        |                        |                        |                        |                        |                        |                        |                        |                        |                        |
|  | Partidul Național Liberal | 5          |                        |                        |                        |                        |                        |                        |                        |                        |                        |                        |